# Delmore Schwartz
Delmore Schwartz (ur. 8 grudnia 1913 w Nowym Jorku, zm. 11 lipca 1966 tamże) – amerykański pisarz.
Uznanie zdobył sobie tomem In Dreams Begin Responsibilities (1938), który zawierał wiersze, poematy filozoficzne oraz nowelę i dramat poetycki. W swojej twórczości podejmował tematykę tragizmu ludzkich losów we współczesnym świecie. Był autorem zbiorów wierszy Genesis: Book One (1943), Vaudeville for a Princess (1950) oraz Summer Knowlege (1959). Pisał też eseje krytycznoliterackie takie jak The Imitation of Life (1941), czy Selected Essays (1970). Był też autorem opowiadań z życia środowisk żydowskich w Ameryce, m.in. The World is Wedding (1948) oraz Succeful Love (1961).